# Uldis Germanis
Uldis Germanis (lettisk stavning: Ģērmanis), född 4 oktober 1915, död 19 december 1997, var en lettisk historiker och författare.
Ģērmanis avlade en fil. mag. i historia vid Lettlands universitet i Riga och flydde under andra världskriget till Sverige. Där avlade han doktorsexamen i historia vid Stockholms universitet 1974 på en avhandling om den lettiske förste överbefälhavaren för Röda Armén, Jukums Vācietis (se nedan). Uldis Ģērmanis var under flera decennier en erkänd expert på Sovjetunionen. 
Uldis Ģērmanis skrev en litterär historiebok om Lettlands historia med titeln Latviešu tautas piedzīvojumi, dvs. det lettiska folkets öden och äventyr, som kommit ut i ett tiotal utgåvor och 2007 kom i en engelsk översättning, The Latvian Saga. 

## Artiklar i svenska dagstidningar i urval
- Anderssons resa i våldsam debatt, Svenska Dagbladet fredagen den 17 november 1989, sidorna 1 och 12.